# 3. peruť RAF
3. peruť (anglicky No. 3 Squadron) je peruť Royal Air Force provozující stroje Eurofighter Typhoon ze základny RAF Coningsby v Lincolnshiru. Založena byla již v roce 1912 jako jedna z prvních perutí Royal Flying Corps.

## Historie

### Vznik a první světová válka
3. peruť Royal Flying Corps vznikla 13. května 1912 v Larkhillu přejmenováním 2. (letounové) roty (anglicky No. 2 (Aeroplane) Company) Air Battalion Royal Engineers pod velením majora H. R. M. Brooke-Pophama. Již při svém vzniku tak byla peruť vybavená letouny a její personál se skládal z pilotů a mechaniků, převzatými po původní rotě, první jednotce ozbrojených sil Spojeného království i kolonií a Commonwealthu vybavené letadly těžšími vzduchu. Z toho útvar odvozuje své motto „Tertius primus erit“, „Třetí bude první“.
5. července 1912 dva příslušníci jednotky, kapitán Eustace Loraine a štábní seržant Wilson, přišli o život při letecké nehodě, čímž se stali prvními oběťmi na životech které Royal Flying Corps utrpěl.
V roce 1913 se peruť podílela na manévrech Gardové divize v Haltonu v Buckinghamshiru. Její dočasné polní letiště se nacházelo na místě pozdější základny RAF Halton. Během cvičení jednotka provedla řadu průzkumných letů, a jako první simulovala vzdušné střetnutí mezi letounem a vzducholodí.
Po vypuknutí první světové války byl útvar odeslán do Francie, kde peruť zpočátku operovala v průzkumné roli za využití mnoha typů letadel. Jako mechanik a pozorovatel u ní od června 1913 do ledna 1916 působil i James McCudden, budoucí stíhací eso, předtím než od peruti odešel aby se stal pilotem. V létě roku 1916, během ofenzívy na Sommě u ní jako pilot průzkumných strojů Morane Parasol působil i Cecil Lewis, později autor knihy Sagittarius Rising (česky vyšlo pod názvem „Ve znamení střelce“).
V říjnu 1917 byla peruť vybavena stroji Sopwith Camel a jednotka přešla k plnění stíhacích úkolů. Do konce války si její piloti nárokovali 59 sestřelů nepřátelských letadel. Peruť byla rozpuštěna v říjnu 1919.
Devět příslušníků peruti se stalo esy, a to: Douglas John Bell, George R. Riley, Will Hubbard, Adrian Franklyn, Hazel LeRoy Wallace, Lloyd Hamilton, David Hughes, Neil Smuts, a William H. Maxted.

### Meziválečné období
Jednotka byla obnovena v Indii jako stíhací peruť vybavená stroji Sopwith Snipe, která ale byla opět rozpuštěna v říjnu 1921 a okamžitě reaktivována na základně RAF Leuchars ve Skotsku jako námořní průzkumná peruť vyzbrojená stroji Airco DH.9A a posléze i typy Westland Walrus a Avro Bison, než byla v dubnu 1923 rozdělena na dvě samostatné letky.
Útvar byl v dubnu 1924 opět reaktivován jako stíhací peruť s letouny Sopwith Snipe, a poté zůstal na základnách ve Spojeném království kde vystřídal řadu dalších stíhacích typů, včetně Gloster Gladiator. Jedinou výjimkou v těchto letech bylo přeložení do Súdánu v roce 1935, během italského vpádu do Habeše.

### Druhá světová válka

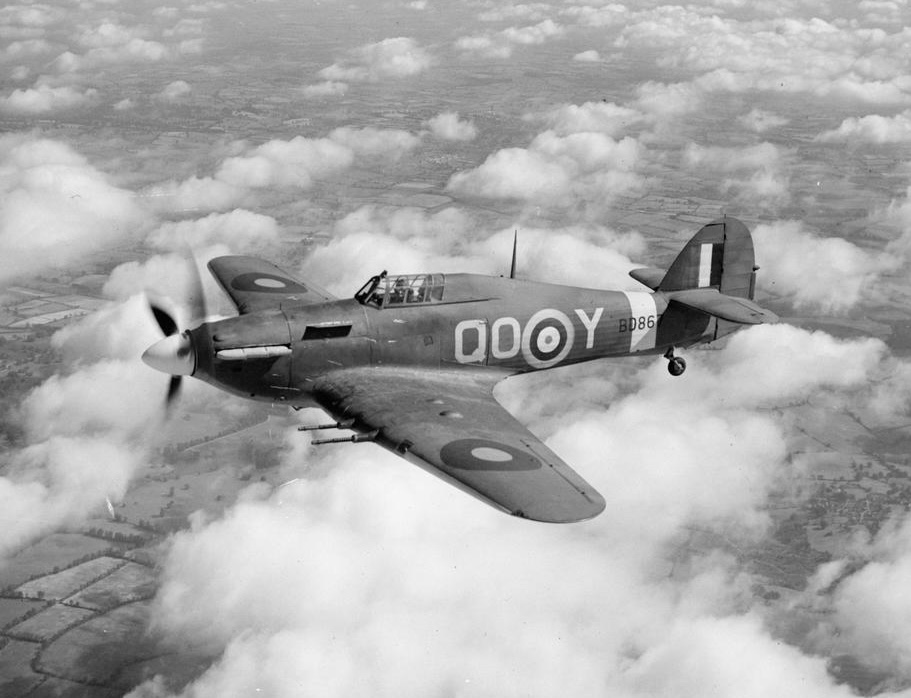
Hurricane Mk.IIC 3. peruti, okolo r. 1942.

Na začátku druhé světové války byla peruť dislokována na letišti RAF Biggin Hill jako součást Fighter Command s výzbrojí stroji Hawker Hurricane. Krátce po započetí německého útoku na západě byla nasazená ve Francii k podpoře British Expeditionary Force, ale již po deseti dnech musela být stažena, poté co si nárokovala sestřely 60 německých letadel při ztrátě 21 vlastních.
21. července 1940 byla letka „B“ detašována od peruti aby se stala základem nově vznikající 232. peruti. Jakmile byl útvar
zpět na plném početním stavu, byla 3. peruť nasazena k obraně kotviště Royal Navy ve Scapa Flow. Na základně RAF Wick v severním Skotsku setrvala až do dubna 1941. Mezi červnem a srpnem 1941 se peruť ze základny RAF Stapleford Tawney podílela na útocích typu „Rhubarb“ proti cílům v severní Francii a v Nizozemí. Ve výzbroji měla i kanónovou variantu Hurricanu Mk. IIC.
Poté byla peruť nasazena v noční stíhací úloze, v níž operovala ve spolupráci s reflektory vybavenými Douglasy Havoc „Turbinlite“.
V únoru 1943 byla jednotka přezbrojena na typ Hawker Typhoon a začala operovat jako stíhací-bombardovací a k protilodním útokům. V březnu 1944 získala nové stroje typu Hawker Tempest, s nimiž operovala nad předmostím v Normandii a proti německým střelám V-1, sestřely 288 z nich si peruť nárokovala.
Později byla přesunuta na evropský kontinent a jako součást 2nd Tactical Air Force se podílela na podpoře postupu spojeneckých vojsk v Nizozemí a do Německa. V té době mezi její příslušníky patřil i F/Lt Pierre Clostermann, který operoval s 3. perutí od března 1945 až do konce války v Evropě.

### Poválečné období
V roce 1948 byla peruť v Německu, kde byla dislokována od závěrečného období války, přezbrojena na proudové stíhačky de Havilland Vampire. V 50. letech byly Vampiry následovány typy Sabre a Hawker Hunter a posléze Gloster Javelin. Následovalo přezbrojení na útočné bombardéry Canberra. Většina doby kdy peruť operovala s Canberrami strávila na základně RAF Geilenkirchen a poté od ledna 1968 RAF Laarbruch.
Spojení 3. peruti s typem Harrier započalo v 70. letech když na základně RAF Wildenrath přešla na typ Harrier GR.1 a tak se připojila ke 4. a 20. peruti, které již s nimi z této základny operovaly.
Na základně RAF Gütersloh poté postupně obdržela novější varianty Harrier GR.3 a GR.5, a nakonec v roce 1992 na RAF Laarbruch přezbrojila na variantu GR.7. V roce 1999, po snížení stavů Royal Air Force v Německu, byla peruť společně se sesterskou 4. perutí stažena do Spojeného království. Obě peruti operovaly ze základny RAF Cottesmore, kde se k nim v roce 2001 připojila i další jednotka RAF provozující Harriery, 1. peruť. V roce 2006 byla 3. peruť převelena na základnu RAF Coningsby.
Coby součást Joint Force Harrier 3. peruť operovala po boku strojů Sea Harrier Fleet Air Arm a byla schopná operovat z letadlových lodí Royal Navy. Tyto operace zahrnovaly operaci Allied Force v Kosovu roku 1999, operaci Palliser v Sierra Leone roku 2000 a Telic v Iráku roku 2003. V srpnu 2004 bylo také oznámeno, že 6 Harrierů bude nasazeno v Afghánistánu k podpoře sil NATO.
Její Harriery byly předány 800. námořní letecké peruti, poté co byla 3. peruť přezbrojena stroji Eurofighter Typhoon. 31. března 2006 se stala první operační jednotkou Royal Air Force vybavenou Typhoony a v roce 2007 byla prohlášena za plně operačně způsobilou.
V březnu 2011 byla 3. peruť dislokována v jižní Itálii aby se podílela na operaci Ellamy, součásti mezinárodního zásahu v Libyi na základě Rezoluce Rady bezpečnosti OSN č. 1973.
V květnu 2012 byly čtyři letouny peruti umístěny na základně RAF Northolt kde se podílely na zajištění protivzdušné obrany po dobu olympiády v Londýně. Bylo to poprvé od druhé světové války kdy byly na této základně dislokovány stíhací letouny RAF.

## Užívaná letadla

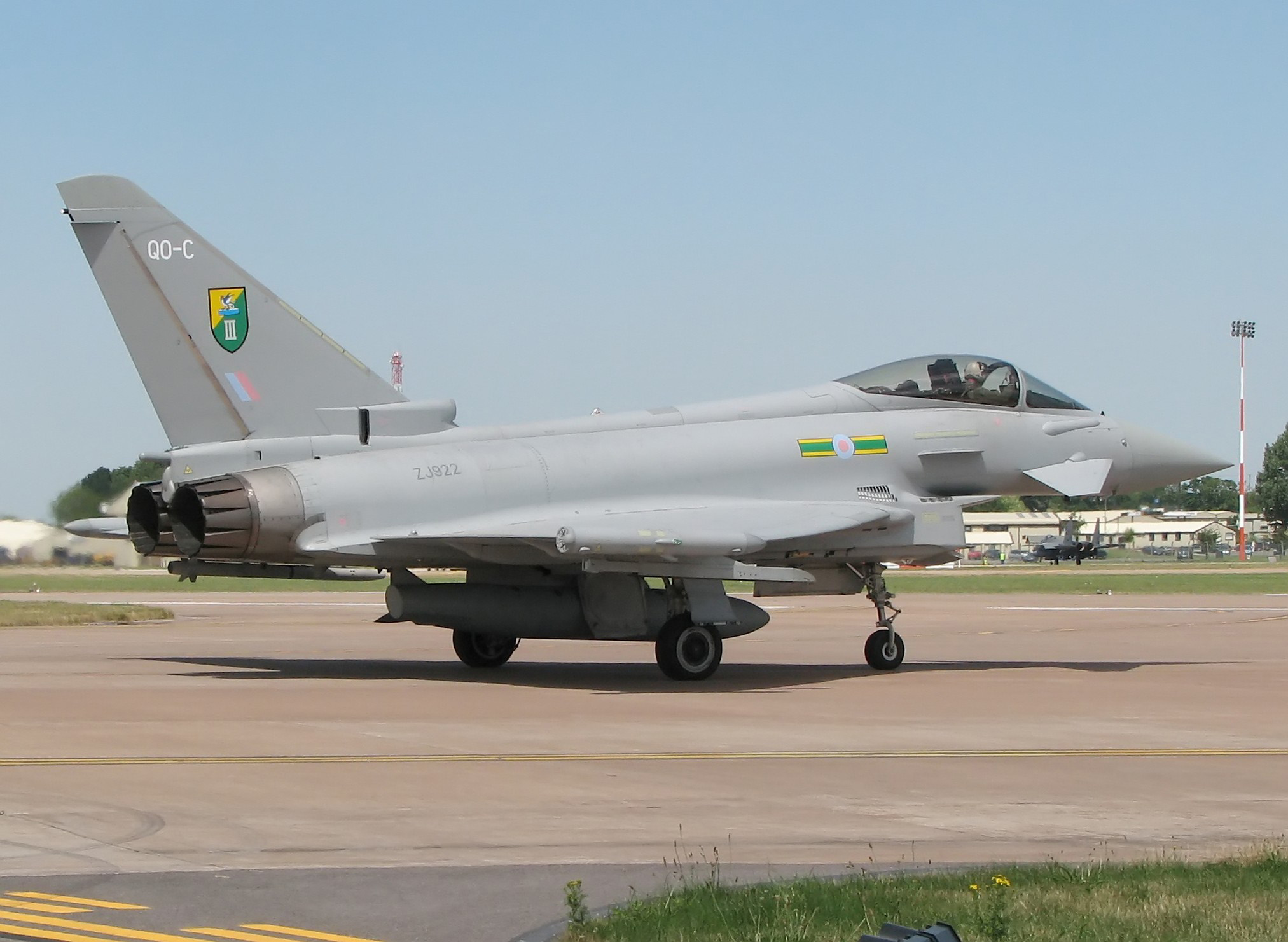
Typhoon F.2 3. peruti.

- Sopwith Camel září 1917 – únor 1919
- Sopwith Snipe duben 1920 – říjen 1921; duben 1924 – říjen 1925
- Airco DH.9A říjen 1921 – říjen 1922
- Westland Walrus leden 1922 – duben 1923
- Hawker Woodcock Mk.II červenec 1925 – září 1928
- Gloster Gamecock Mk.I srpen 1928 – červenec 1929
- Bristol Bulldog Mk.II květen 1929 – prosinec 1932
- Bristol Bulldog IIA únor 1931 – leden 1932; prosinec 1932 – červen 1937
- Gloster Gladiator Mk.I březen 1937 – březen 1939; červenec 1938 – červenec 1939
- Hawker Hurricane Mk.I březen – červenec 1938; červenec 1939 – duben 1941
- Hawker Hurricane Mk.IIA/IIB duben – listopad 1941
- Hawker Hurricane Mk.IIC duben 1941 – květen 1943
- Hawker Typhoon Mk.IB únor 1943 – duben 1944
- Hawker Tempest Mk.V únor 1944 – duben 1948
- De Havilland Vampire F.1 duben 1948 – květen 1949
- De Havilland Vampire FB.5 květen 1949 – květen 1953
- North American Sabre F.1/F.4 květen 1953 – červen 1956
- Hawker Hunter F.4 květen 1956 – červen 1957
- Gloster Javelin FAW.4 leden 1959 – prosinec 1960
- English Electric Canberra B(I).8 leden 1961 – leden 1972
- Hawker Siddeley Harrier GR.1A, T.2 leden 1972 – březen 1977
- Harrier GR.3, T.4 březen 1977 – květen 1989
- BAE Harrier GR.5, T.4 květen 1989 – únor 1992
- BAE Harrier GR.7, T.10 únor 1992– březen 31, 2006
- BAE Harrier GR.7A 2004 – 31. března 2006
- Eurofighter Typhoon F.2 1. dubna 2006 – červenec 2008
- Eurofighter Typhoon FGR.4 od června 2011
- Eurofighter Typhoon T.3 od června 2011

## Velitelé
| Datum jmenování   | Jméno                              |
| ----------------- | ---------------------------------- |
| 13. května 1912   | Major H. R. M. Brooke-Popham       |
| 12. srpna 1914    | Major John Salmond, DSO            |
| duben 1915        | Major D. S. Lewis, DSO             |
| 1. listopadu 1915 | Major E. R. Ludlow-Hewitt, MC      |
| leden 1916        | Major H. D. Harvey-Kelly DSO       |
| září 1916         | Major D. E. Stodart                |
| květen 1917       | Major E. D. Horsfall               |
| červen 1917       | Major J. A. De Courcy              |
| září 1917         | Major R. Raymond-Barker            |
| duben 1918        | Major R. St. Clair-McClintock, MC  |
| prosinec 1920     | Sqn/Ldr G. G. A. Williams          |
| červen 1922       | Sqn/Ldr D. G. Donald               |
| únor 1923         | Sqn/Ldr C. C. Miles                |
| duben 1924        | Sqn/Ldr J. C. Russel, DSO          |
| duben 1926        | Sqn/Ldr J. M. Robb, DFC            |
| září 1927         | Sqn/Ldr E. D. Johnson, AFC         |
| srpen 1930        | Sqn/Ldr C. A. Stevens, MC          |
| březen 1934       | Sqn/Ldr G. Martyn                  |
| březen 1936       | Sqn/Ldr H. L. P. Lester            |
| srpen 1938        | Sqn/Ldr H. H. Chapman              |
| listopad 1939     | Sqn/Ldr P. Gifford, DFC            |
| květen 1940       | Sqn/Ldr W. M. Churchill, DSO, DFC* |
| červen 1940       | Sqn/Ldr S. F. Godden               |
| září 1940         | Sqn/Ldr G. F. Chater, DFC          |
| listopad 1940     | Sqn/Ldr A. W. Cole                 |
| leden 1941        | Sqn/Ldr R. E. Barnett, MBE         |
| leden 1941        | Sqn/Ldr E. P. P. Gibbs             |
| duben 1941        | Sqn/Ldr R.F. Aitken                |
| duben 1942        | Sqn/Ldr A. E. Berry, DFC           |
| srpen 1942        | Sqn/Ldr L. F. De Soomer            |
| srpen 1942        | Sqn/Ldr S. R. Thomas, DFC, AFC     |
| září 1943         | Sqn/Ldr R. Hawkins, MC, DFC        |
| říjen 1943        | Sqn/Ldr A. C. Dredge, DFC, AFC     |
| srpen 1944        | Sqn/Ldr K. A. Wigglesworth, DFC    |
| září 1944         | Sqn/Ldr H. N. Sweetman, DFC        |
| leden 1945        | Sqn/Ldr K. F. Thiele, DSO, DFC***  |
| únor 1945         | Sqn/Ldr R. B. Cole, DFC*           |
| květen 1947       | Sqn/Ldr C. H. Macfie, DFC          |
| listopad 1949     | Sqn/Ldr D. R. Griffiths, DFC       |
| červen 1952       | Sqn/Ldr W. J. S. Sutherland        |
| prosinec 1953     | Sqn/Ldr D. C. H. Simmons CBE, AFC  |
| prosinec 1954     | Sqn/Ldr T. H. Hutchinson           |
| 15. června 1958   | Peruť rozpuštěna                   |
| leden 1959        | Wg/Cdr W. B. Farrar, DFC, AFC      |
| květen 1960       | Wg/Cdr A. F. Peers, DFC            |
| leden 1961        | Wg/Cdr D. G. Walker, AFC           |
| leden 1961        | Wg/Cdr D. F. C. Ross, DFC          |
| červenec 1963     | Wg/Cdr J. L. Field, CBE            |
| červenec 1965     | Wg/Cdr L. E. H. Scotchmer, OBE     |
| květen 1967       | Wg/Cdr R. Hollingworth             |
| prosinec 1969     | Wg/Cdr M. R. T. Chandler           |